# NGC 5316
NGC 5316 è un ammasso aperto visibile nella costellazione del Centauro.

## Osservazione

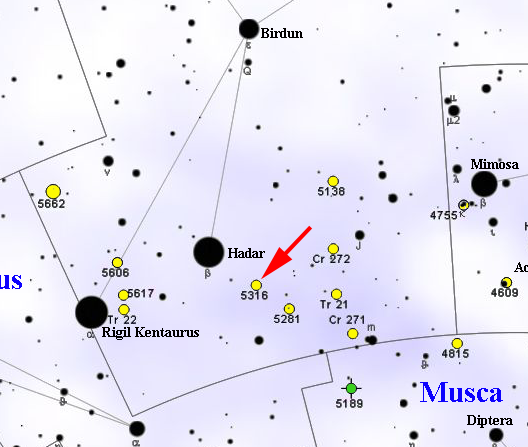
Mappa per individuare NGC 5316.

Si individua con molta facilità nella parte sudorientale della costellazione, 1,5 gradi a sud-ovest della brillantissima Hadar (β Centauri), in direzione di un campo stellare molto ricco; si evidenzia anche con un binocolo 10x50, in cui appare come una macchia nebulosa su cui brillano 4-5 deboli stelline di ottava e nona magnitudine. Un telescopio da 80mm di apertura permette di risolvere completamente l'ammasso in una ventina di stelle in prevalenza di colore rosso-arancio; strumenti da 200mm di diametro rivelano anche le componenti meno luminose.
Quest'ammasso si trova ad una declinazione fortemente australe, pertanto non è osservabile da molte delle regioni abitate dell'emisfero boreale, come l'Europa e quasi tutto il Nordamerica; da diverse regioni abitate dell'emisfero australe, al contrario, si presenza circumpolare. Il periodo migliore per la sua osservazione nel cielo serale è quello compreso fra febbraio e luglio.

## Storia delle osservazioni
NGC 5316 venne individuato per la prima volta da James Dunlop nel 1826, nelle sessioni osservative condotte quando era sovrintendente dell'osservatorio del Nuovo Galles del Sud in Australia; l'astronomo John Herschel lo riosservò in seguito e lo inserì nel suo General Catalogue of Nebulae and Clusters col numero 3666.

## Caratteristiche
NGC 5316 è un ammasso piuttosto ricco e di media concentrazione, ben contrastato rispetto ai campi stellari circostanti; la sua distanza è stimata attorno ai 1215 parsec (circa 3960 anni luce) ed è quindi situato sul bordo esterno del Braccio del Sagittario, in primo piano rispetto alla grande associazione OB Centaurus OB1, dominata dalla nube RCW 75 e la cui distanza è stimata sui 2000 parsec.
La sua età è stimata sui 160 milioni di anni ed è pertanto un ammasso di età intermedia; contiene alcune stelle giganti rosse piuttosto luminose, la cui magnitudine assoluta è stata stimata come pari a -1,85. La componente più brillante è visibile sul lato nordoccidentale dell'ammasso e ha una magnitudine apparente di 9,31.